# Stadt Linz
Die Stadt Linz ist ein Fahrgast-Motorschiff auf der Donau und wird als Tagesausflugsschiff eingesetzt. Das Schiff wird von der Donau-Schiffahrts-Gesellschaft Wurm + Noé betrieben.

## Geschichte
Im Jahr 1989 wurde die Stadt Linz  auf der Werft Theodor Hitzler in Regensburg gebaut. Im Eingangsdeck und im Mitteldeck verfügt das Schiff über mehr als 800 Innensitzplätze und im darüber liegenden großen Freideck über weitere 700 Sitzplätze. Die maximale Passagierzahl ist mit 1100 angegeben. Damit ist die Stadt Linz nach Angaben der Reederei das größte Ausflugsschiff auf der Donau. Namensgeber für dieses Schiff war die Stadt Linz, die früher auch ihr Heimathafen war.